# Maytenus longistipitata
Maytenus longistipitata är en benvedsväxtart som beskrevs av J.A. Steyermark. Maytenus longistipitata ingår i släktet Maytenus och familjen Celastraceae. Inga underarter finns listade.